# أسيتات النحاس الثنائي
 أسيتات النحاس الثنائي  مركب كيميائي له الصيغة Cu2(CH3COO)4 ، ويكون على شكل بلورات خضراء. يوجد على شكل أحادي هيدرات.

## التحضير
يحضر المركب من أثر حمض الخليك على أكسيد النحاس الثنائي أو كربونات النحاس الثنائي
CuO + 2CH3COOH → Cu2+(CH3COO-)2 + H2O
أو من تفاعل برادة النحاس مع حمض الخليك بوجود أكسجين الهواء.
Cu + 2CH3COOH + 1/2O2→ Cu2+(CH3COO-)2 + H2O

## الخواص
- حالة أكسدة النحاس في هذا المركب 2+ كما يشير الاسم.
- ينحل مركب أسيتات النحاس الثنائي في كل من الماء والإيثانول، لكنه لا ينحل في ثنائي إيثيل الإيثر.
- يتلوح مركب أسيتات النحاس الثنائي بتأثير الهواء (يبهت لونه)، وبتسخين البلورات فوق 100°س يفقد المركب ماءه البلوري ويصبح ذو لون أبيض.

## أسيتات النحاس القاعدية
حسب اختلاف شروط طريقة التحضير يمكن لمركب أسيتات النحاس الثنائي أن يوجد على شكل مزيج مع هيدروكسيد النحاس الثنائي يسمى خلات النحاس القاعدية، والذي يشكل بلورات خضراء مزرقة لها الصيغة:
2Cu2+(CH3COO-)2 . Cu(OH)2 . 5H2O أو Cu2+(CH3COO-)2 . 3Cu(OH)2 . 2H2O
تنحل الأسيتات القاعدية في كل من الماء والإيثانول والأحماض الممددة.

## الاستخدامات
يستخدم مركب أسيتات النحاس الثنائي وأسيتات النحاس الثنائي القاعدية في الألوان الزيتية وفي صناعة الخضاب. كما يستعمل أيضاً في تحضير مضادات الفطريات، بالإضافة إلى استعماله كحفاز في بعض الاصطناعات العضوية.